# ماء الاستقلاب
يشير ماء الاستقلاب إلى الماء المتكون داخل جسم الكائن الحي والناتج عن عملية التمثيل الغذائي؛ عن طريق أكسدة المواد المحتوية على الطاقة في ما يتناوله الكائن الحي من أطعمةٍ مختلفة. ينتج عن استقلاب الدهون حوالي 110 جرامات من الماء لكل 100 جرام من الدهون، بالإضافة إلى 41.3 جرامًا من البروتين، و55.1 جرامًا من النشا.
تعتمد بعض الكائنات الحية بشكلٍ أساسي، وخاصةً حيوانات الصحراء؛ وهي الحيوانات التي تعيش في الصحراء، على ماء الاستقلاب. كما تعتمد الطيور المهاجرة أيضًا بشكلٍ أساسي على ماء الاستقلاب، خاصةً أثناء الطيران بشكلٍ مستمرٍ ومتواصل ولفتراتٍ طويلة. وعلى النقيض، يحصل الإنسان على حوالي 8-10% فقط من احتياجاته للماء عن طريق ماء الاستقلاب.
وفي الثدييات، تتعادل كمية الماء الناتجة عن عملية استقلاب البروتين بشكلٍ متقارب مع كمية الماء اللازمة لطرح اليوريا من الجسم؛ الذي يُعد بذاته ناتجًا ثانويًا عن استقلاب البروتين. ومن ناحيةٍ أخرى قد يختلف الأمر قليلاً في الطيور؛ حيث تتخلص من حمض اليوريك وفي الوقت ذاته تحتفظ بالحاصل الكلي للماء الناتج عن استقلاب البروتين.